# Nästjärnen, Dalarna
Nästjärnen är en sjö i Falu kommun i Dalarna och ingår i Dalälvens huvudavrinningsområde. Sjön har en area på 0,119 kvadratkilometer och ligger 212,3 meter över havet.

## Delavrinningsområde
Nästjärnen ingår i det delavrinningsområde (672275-148550) som SMHI kallar för Utloppet av Nästjärnen. Medelhöjden är 233 meter över havet och ytan är 1,14 kvadratkilometer. Det finns inga avrinningsområden uppströms utan avrinningsområdet är högsta punkten. Vattendraget som avvattnar avrinningsområdet har biflödesordning 4, vilket innebär att vattnet flödar genom totalt 4 vattendrag innan det når havet efter 219 kilometer. Avrinningsområdet består mestadels av skog (72 procent). Avrinningsområdet har 0,12 kvadratkilometer vattenytor vilket ger det en sjöprocent på 10,1 procent.